# Дивизија
Дивизија је основна оперативно-тактичка војна формација у саставу корпуса или армије. Постоји у сва три рода оружаних снага: копненој војсци, ваздухопловству и морнарици, али се најчешће користи у копненој војсци. Дивизија може бити: моторизована, оклопна, дјелимично моторизована и пјешадијска. Дивизија у копненој војсци се обично састоји од 3-5 пукова, односно 3-4 бригаде те тако броји од 10.000 до 20.000 припадника. Командант дивизије има ранг генерала, а најчешће је то генерал-мајор, генерал-потпуковник или дивизијски генерал. У току рата дивизија делује као самостална војна формација у склопу корпуса.
У већини армија, дивизија је састављена од неколико пукова или бригада; заузврат, неколико дивизија обично чине корпус. Историјски гледано, дивизија је била подразумевана комбинована јединица наоружања способна за самосталне операције. Мање комбиноване јединице наоружања, као што је амерички борбени тим (RCT) током Другог светског рата, коришћене су када су им услови били наклоњени. У новије време, модерне западне војске су почеле да усвајају мањи борбени тим бригаде (слично RCT) као подразумевану комбиновану јединицу наоружања, при чему је дивизија којој припадају мање важна.
Док је фокус овог чланка на војним дивизијама, у поморској употреби „дивизија“ има потпуно другачије значење, односи се на административну/функционалну подјединицу одељења, нпр. бродове обалске страже, обалне команде и у јединицама поморске авијације (укључујући морнарицу, маринце и авијацију обалске страже), на подјединицу од неколико бродова у оквиру флотиле или ескадриле, или на два или три одсека авиона који делују под именованим вођом дивизије. Неки језици, попут руског, српског, хрватског и пољског, такође користе сличну реч, дивизион/дивизијун/дивизјон, за артиљерију или коњичку јединицу величине батаљона.

## Историја

### Порекло
На Западу, први генерал који је осмислио да организује војску у мање комбиноване јединице био је Морис де Сакс (ум. 1750), маршал Француске, у својој књизи Ме Ревери. Умро је у 54. години, а да није спровео своју идеју. Виктор Франсоа де Брољ је идеје спровео у дело. Он је извео успешне практичне експерименте дивизијског система у Седмогодишњем рату.

### Ране поделе
Први рат у коме је системски коришћен дивизијски систем био је Француски револуционарни рат. Лазаре Карно из Комитета јавне безбедности, који је био задужен за војне послове, о томе је дошао до истог закључка као и претходна краљевска влада, и војска је била организована у дивизије.
То је учинило армије флексибилнијим и лакшим за маневрисање, а такође је учинило да се великом армијом револуције може управљати. Под Наполеоном, дивизије су груписане у корпусе, због њихове све веће величине. Наполеонов војни успех проширио је дивизијски и корпусни систем по целој Европи; до краја Наполеонових ратова усвојиле су га све армије у Европи.

### Други светски рат
Дивизијски систем је достигао своју бројчану висину током Другог светског рата. Црвена армија Совјетског Савеза се састојала од више од хиљаду јединица величине дивизије у било ком тренутку, а процењује се да је број стрељачких дивизија подигнутих током Великог отаџбинског рата 1941–1945. био 2.000. Нацистичка Немачка је имала стотине нумерисаних и/или именованих дивизија, док су Сједињене Државе имале до 91 дивизију.
Значајна промена у дивизијским структурама током рата био је завршетак преласка са квадратних дивизија (састављених од две бригаде свака са два пука) на троугласте дивизије (састављене од три пука без нивоа бригаде) које су многе европске армије почеле да користе у Првом светском рату. Ово је урађено да би се повећала флексибилност и смањили трошкови ланца командовања. Троугласта структура дивизије дозвољавала је тактику „два напред, један назад“, где су два пука дивизије могла да се боре са непријатељем са једним пуком у резерви.

### Модерне поделе
У модерним временима, већина војних снага је стандардизовала своје дивизијске структуре. То не значи да су дивизије једнаке по величини или структури од земље до земље, али су дивизије, у већини случајева, постале јединице од 10.000 до 15.000 војника са довољно органске подршке да би биле способне за самосталне операције. Обично, непосредну организацију дивизије чине једна до четири бригаде или борбене групе њеног примарног борбеног рода, заједно са бригадом или пуком борбене подршке (обично артиљеријске) и више батаљона под директном командом за неопходне специјализоване задатке подршке, као што су обавештајни, логистички, извиђачки и борбени инжењери. Већина војски стандардизује идеалну организациону снагу за сваку врсту дивизије, садржану у табели организације и опреме која специфицира тачне задатке јединица, особља и опреме за дивизију.
Модерна дивизија је постала примарна борбена јединица која се може идентификовати у многим војскама током друге половине 20. века, потиснувши бригаду; међутим, тренд је почео да се преокреће од краја Хладног рата. Највећа употреба дивизије као примарне борбене јединице догодила се током Другог светског рата, када су зараћене стране распоредиле преко хиљаду дивизија. Са технолошким напретком од тада, борбена моћ сваке дивизије се повећала.

## Типови
Дивизије се често формирају да организују јединице одређеног типа заједно са одговарајућим јединицама за подршку како би се омогућиле независне операције. У новије време, дивизије су углавном организоване као комбиноване јединице са потчињеним јединицама које представљају различита борбена оруђа. У овом случају, одељење често задржава назив специјализованијег одељења, и још увек може да има примарну улогу која одговара тој специјализацији.

### Пешадијска дивизија
„Пешадијска дивизија“ се односи на војну формацију састављену првенствено од пешадијских јединица, такође подржаних јединицама из других родова. У Совјетском Савезу и Русији, пешадијска дивизија се често назива „пушкарском дивизијом“. „Моторизована пешадијска“ дивизија се односи на дивизију са већином пешадијских подјединица које се превозе на лаким моторним возилима. „Механизована пешадија“ дивизија се односи на дивизију са већином пешадијских подјединица које се превозе на оклопним транспортерима (APC) или борбеним возилима пешадије (IFV) или оба, или чак на некој другој класи оклопних борбених возила дизајнираних за транспорт пешадије. Механизоване пешадијске дивизије у нацистичкој Немачкој звале су се „Panzergrenadier“ дивизије. У Русији су били познати као „моторизоване стрељачке дивизије“.

### Коњичка дивизија
За већину нација, коњица је била распоређена у мањим јединицама и стога није била организована у дивизије, већ за веће војске, као што су војска Британске империје, Сједињених Држава, Првог француског царства, Француске, Немачке империје, нацистичке Немачке, Руског царства, Царства Јапана, Друге Пољске Републике и Совјетског Савеза формиран је известан број коњичких дивизија. По структури су најчешће биле сличне националним пешадијским дивизијама, иако су обично имале мање и лакше елементе подршке, при чему су коњичке бригаде или пукови замењивали пешадијске јединице, а јединице за подршку, као што су артиљерија и снабдевање, биле су вучене коњима. Већим делом велике коњичке јединице нису остале после Другог светског рата.
Иако је утврђено да је коњица застарела, концепт коњице као брзе снаге способне за мисије које традиционално испуњава коњска коњица вратио се војном размишљању током Хладног рата. Генерално, развијена су два нова типа коњице: ваздушна коњица или аеромобилна, која се ослања на покретљивост хеликоптера, и оклопна коњица, заснована на аутономној оклопној формацији. Први је био уведен у виду 11. ваздушно-јуришне дивизије (Тест), формиране 1. фебруара 1963. у Форт Бенингу, Џорџија. Дана 29. јуна 1965. дивизија је преименована у 1. коњичку дивизију (аеромобилну), пре него што је кренула у Вијетнамски рат.

### Оклопна дивизија
Развој тенка током Првог светског рата подстакао је неке нације да експериментишу са њиховим формирањем у јединице величине дивизије. Многи су то радили на исти начин као и коњичке дивизије, само су заменили коњицу оклопним борбеним возилима (укључујући тенкове) и моторизовали јединице за подршку. Ово се показало незграпним у борби, пошто су јединице имале много тенкова, али мало пешадијских јединица. Уместо тога, узет је уравнотеженији приступ прилагођавањем броја тенкова, пешадије, артиљерије и јединица за подршку.

### Планинска дивизија
Брдске дивизије су пешадијске дивизије које имају посебну обуку и опрему за деловање у брдским, планинским или арктичким областима. Неки примери ових формација укључују америчку 10. брдску дивизију, немачку 1. скијашку дивизију или француску 27. алпску пешадијску дивизију.

### Ваздушно-десантна дивизија
Ваздушно-десантна дивизија је пешадијска дивизија којој је додељена посебна обука и опрема за долазак на бојно поље ваздушним путем (обично падобраном или једрилицом).
САД, Британија и Немачка су експериментисале током Другог светског рата са специјализованим лаким пешадијским дивизијама које су биле способне да се брзо транспортују транспортним авионима или спуштају у неко подручје падобраном или једрилицом. Ово је захтевало и висококвалитетну опрему и обуку, стварајући елитне јединице у процесу и обично у њима делују добровољци, а не регрути.

### Артиљеријски дивизион
Совјетски Савез је развио концепт специјализоване „артиљеријске дивизије“ током Источног фронта Другог светског рата 1942. године, иако су планови постојали још од каснијих фаза Руског грађанског рата. Артиљеријска дивизија служи као специјализована дивизија која користи само артиљеријске хаубице, противтенковске топове, ракетну артиљерију (МРЛ и тактичке ракете) и минобацаче (вучене и самоходне) (и историјски опсадну артиљерију) и обично имају задатак да обезбеде концентрисану ватрену моћ подршке вишим комбинованим формацијама. То су углавном формације борбене подршке које највише изводе операције подршке пешадији и оклопним јединицама.

### Одељење безбедности
Нацистичка Немачка је организовала безбедносне дивизије да делују на освојеној територији како би обезбедиле позадинско обезбеђење од партизана и одржавале ред међу цивилима. Структурисана попут пешадијске дивизије, безбедносна дивизија је вероватно садржала трупе нижег квалитета и није била намењена да служи директно на фронту. СС јединице овог типа су назване „СС Polizei дивизије“.
Народни комесаријат за унутрашње послове Совјетског Савеза (НКВД) организовао је безбедносне дивизије. У неколико случајева, дивизије НКВД-а су биле ангажоване у борбама на фронту као стрељачке дивизије.